# La fiamma

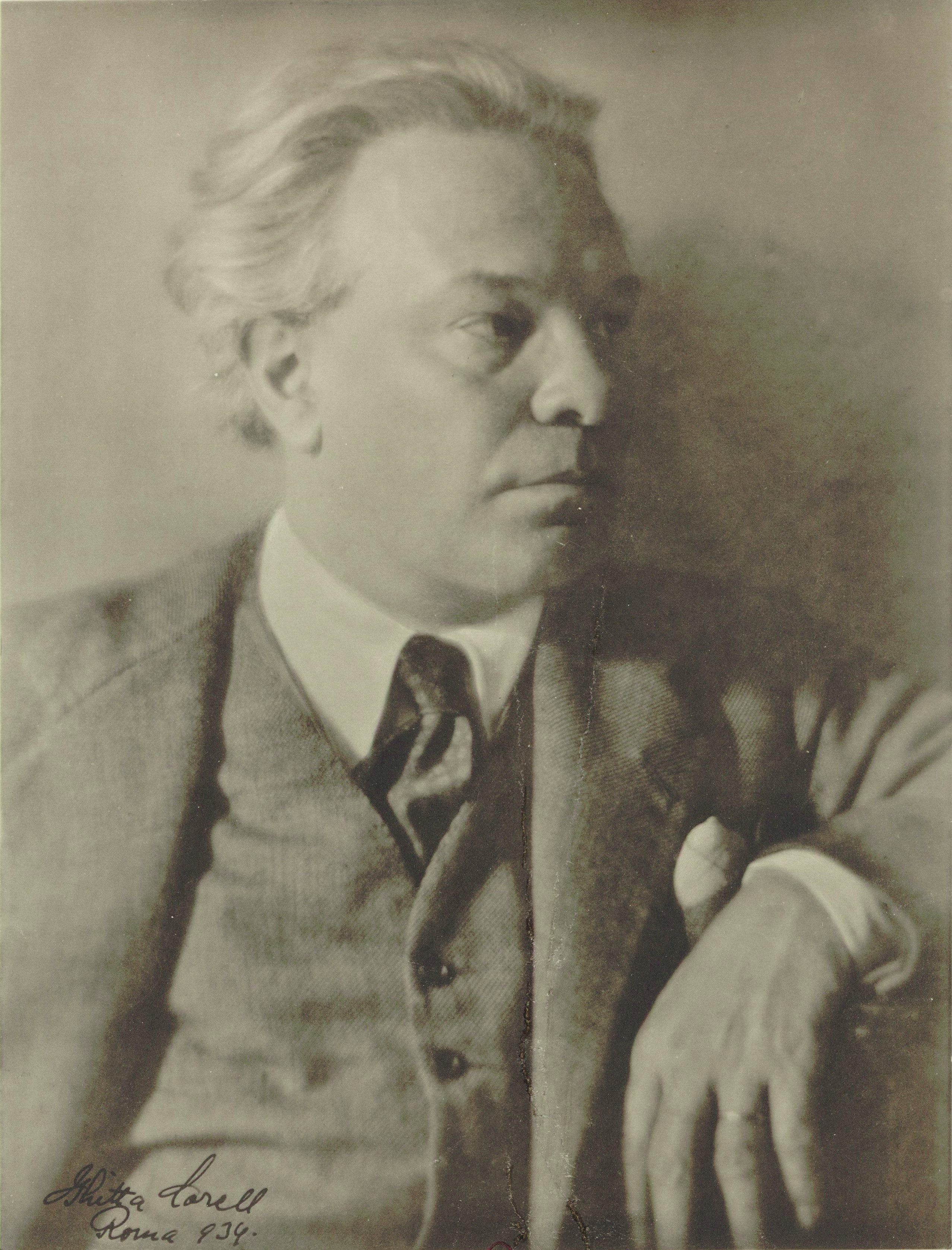
Ottorino Respighi 1934.

La fiamma (Flamman) är en opera (melodramma) i tre akter med musik av Ottorino Respighi och libretto av Claudio Guastalla efter Hans Wiers-Jenssens skådespel Anne Pedersdotter (1908).

## Historia
Wiers-Jenssens drama bygger på historien om Anne Pedersdotter, en norsk kvinna som anklagades för häxeri och brändes levande 1590. Respighi övertalade Guastalla att överföra texten från 1500-talets Norge till 800-talet och det Bysantinska rikets stad Ravenna. I operan återvände Respighi i viss mån till 1800-talets musikstil där orkestern spelade en mer underordnad roll än i hans tidigare operor Belfagor och La campana sommersa. Operan hade premiär den 23 januari 1934 på Teatro dell'Opera di Roma i Rom med tonsättaren själv som dirigent.

## Personer
- Silvana (sopran)
- Donello (tenor)
- Basilio (baryton)
- Eudossia (mezzosopran)
- Monica (sopran)
- Agata (sopran)
- Lucilla (mezzosopran)
- Sabina (mezzosopran)
- Zoe (mezzosopran)
- Agnese di Cervia (mezzosopran)
- Exorcisten (bas)
- En biskop (bas)
- En moder (sopran)
- En präst (tenor)
- En arbetare (tenor)

## Handling
Silvana är andra hustru till Basilio, exarken av exarkatet Ravenna. Hon förälskar sig i sin styvson Donello. Den gamla häxan Agnese ska brännas på bål. Innan hon dör avslöjar hon att Silvanas döda moder använde sig av magi för att få dottern gift. Silvana inser att även hon kan ha ärvt denna gåva ("flamman" i operans titel) och hon förtrollar Donello så han förälskar sig i henne. När paret avslöjas tillsammans erkänner hon att ho behövde denna förbindelse som en flykt från ett stelnande äktenskap. Basilio dör av chock. Silvana åtalas för mord och häxeri. Hon döms till döden.